# Oxyde de sodium
L'oxyde de sodium est un composé chimique de formule Na2O. Cet oxyde réagit avec l'eau pour donner de l'hydroxyde de sodium. Il est utilisé dans la fabrication du verre en tant que fondant.